# Q-vers
Q-vers är sedan 1920 ett stadigvarande inslag i den lundensiska studenttidningen Lundagård.
Q-versen är en satirisk skildring i ord och bild av i regel en bemärktare person inom kår- och nationsvärlden eller Akademiska Föreningen. I äldre tider var även Q-verser om lärare vid universitetet vanliga. Stundtals "Q:as" även rikskända personer (ofta politiker) samt företeelser och fenomen i tiden.
Verserna bygger ofta på kända förlagor inom svensk och utländsk poesi och genom åren har många kända litterära förmågor fört pennan bakom dem, bland andra Hjalmar Gullberg, Frans G Bengtsson och Hans Alfredson. Alla verser undertecknas dock endast med "Q" som står för latinets "quis" (= vem?), detta för att understryka den fiktiva versmakarens mystiska och tidlösa karaktär.
Den första Q-versen publicerades i Lundagård nr 7 1920 och behandlade Skånska nationens pedell (vaktmästare) Sven Johansson. Sedan dess har Q-verser förekommit i princip i varje nummer med undantag för en kort period på 1970-talet. Med ojämna mellanrum har utvalda Q-verser publicerats i särskilda samlingsvolymer betitlade Lundalynnen. Den första av dessa utkom 1925, den elfte och senaste 2001.
En Q-vers är av hävd tämligen intern till sin prägel och kräver god kunskap om den "Q:ade" för att fullt kunna uppskattas. Den skall helst vara mycket elak, men paradoxalt nog anses det samtidigt vara en stor ära att bli "Q:ad".
De karikatyrteckningar som allt sedan starten ackompanjerat verserna har ofta illustrerats av Lundatecknare som till exempel Carl Henrik Jensen-Carlén, Oscar Antonsson och Fredrik Tersmeden.